# Hauszinssteuer
Die Hauszinssteuer, auch als Gebäudeentschuldungssteuer bezeichnet, war eine von 1924 bis 1943 in der Weimarer Republik und dem NS-Staat erhobene Ertragsteuer auf das vor Juli 1918 entstandene Wohneigentum. Basis war das „Gesetz über den Geldentwertungsausgleich bei bebauten Grundstücken“.
Die Steuer beruhte auf einem Vorschlag des Berliner Baustadtrates Martin Wagner für einen Lastenausgleich, mit dem die Eigentümer von Immobilien an den Kosten des öffentlich geförderten Wohnungsbaus nach dem Ersten Weltkrieg beteiligt werden sollten. Durch den Wertverlust von Hypotheken aufgrund der Hyperinflation bis 1923 waren Grundeigentümer zuvor praktisch vollständig entschuldet worden, während ihr Grundeigentum durch die Inflation nicht an Wert verloren hatte.
Vergleichbare Ziele hatten nach dem Zweiten Weltkrieg Teile des Lastenausgleichsgesetzes.

## Geschichte
Die Hauszinssteuer wurde nach der Hyperinflation des Jahres 1923 ab 1924 von den deutschen Ländern erhoben, welche über die Ausgestaltung eigenständig entscheiden konnten. Die Einnahmen betrugen drei Jahre nach ihrer Einführung rund 850 Millionen Reichsmark und blieben in den folgenden Jahren etwa konstant. Insbesondere während der als „Hauszinssteuer-Ära“ bezeichneten Phase zwischen 1924 und 1931 trug die Steuer tatsächlich zur Wohnungsproduktion bei, da für den subventionierten Wohnungsbau durch Wohnungsbaugenossenschaften und andere gemeinnützige Wohnungsunternehmen aufgrund des Steueraufkommens deutlich weniger Kredite aufgenommen werden mussten. Der öffentlich geförderte Wohnungsbau überwog in dieser Zeit deutlich gegenüber der privat finanzierten Schaffung von Wohnraum; der Anteil der Hauszinssteuer an den staatlichen Investitionen in diesem Bereich betrug zwischen 1926 und 1930 etwa ein Drittel. Das Aufkommen aus der Steuer, die etwa 10 % bis 20 % der Steuereinnahmen der Länder und Gemeinden ausmachte, wurde allerdings auch etwa zur Hälfte und später mit dem Beginn der Weltwirtschaftskrise in deutlich höherem Umfang für den allgemeinen Finanzbedarf verwendet. Darüber hinaus stiegen aufgrund der Steuer die Mieten für Altbauwohnungen erheblich, da die steuerbedingten Mehrkosten von den Hausbesitzern in der Regel auf die Mieten umgelegt wurden.
Zum 1. April 1932 wurde die Hauszinssteuer deutlich gesenkt, weitere Verringerungen waren jeweils zum 1. April 1935 und 1937 geplant. Außerdem entfiel die Zweckbindung an den Wohnungsbau, ab 1940 war die Aufhebung der Steuer vorgesehen. In der Folge sanken die staatlichen Ausgaben für den Wohnungsbau zwischen 1930 und 1932 von 2,4 Milliarden auf 800 Millionen Reichsmark. Der Anteil der Hauszinssteuer daran nahm von 29 % auf 6,3 % ab, die Verwendung der Steuer für andere Haushaltsposten stieg dementsprechend. Von der NS-Propaganda war zunächst die Abschaffung der Steuer in Aussicht gestellt worden. Tatsächlich gestrichen wurde sie allerdings erst zum 1. Januar 1943, wobei die betroffenen Hausbesitzer das Zehnfache der jährlichen Steuerlast als Ablösesumme zu zahlen hatten. Das entsprechende einmalige Aufkommen betrug etwa 8,1 Milliarden Reichsmark und wurde für die Finanzierung des Zweiten Weltkrieges mitverwendet, wodurch die eigentlich als Ländersteuer konzipierte Abgabe in den Reichshaushalt floss. Der Anteil der Hauszinssteuer an den kriegsbedingten Sondersteuereinnahmen betrug damit im Haushaltsjahr 1942/1943 etwa 18 %.